# Первомайский район (Киров)
Первома́йский райо́н — один из четырёх городских административных районов города Кирова в Кировской области России.

## География
Первомайский район расположен в восточной части города, на территории площадью 86,8 км². Начинается в промышленной зоне, где с севера граничит с Октябрьским районом по улице Северное кольцо. Затем западнее граница продолжается по Октябрьскому проспекту и улице Карла Маркса, где в районе Театральной площади переходит в границу с Ленинским районом. В районе пересечения улиц Карла Маркса, и Блюхера, граница района уходит на восток и сливается с городской чертой.
В районе располагается историческая часть города. В районе более 160 улиц, около 3000 жилых домов.

## История
Первомайский район был образован указом Президиума Верховного Совета РСФСР от 31 марта 1972 в результате разукрупнения Ленинского и Октябрьского районов.
Район является историческим, культурным и спортивным центром города. На его территории расположены 68 различных учебных заведений, 5 клубов по месту жительства, 16 учреждений здравоохранения, 94 спортивных сооружений и детских спортивных площадок, 20 учреждений культуры, 21 сквер и парк, 10 православных храмов, мусульманская мечеть, 8 памятников воинам, погибшим в годы Великой Отечественной войны, более 80 памятников истории и культуры.

## Население
| 1979    | 1989    | 2002    | 2009    | 2010    | 2012    | 2013    | 2014    | 2015    |
| ------- | ------- | ------- | ------- | ------- | ------- | ------- | ------- | ------- |
| 84 487  | ↘80 829 | ↘76 213 | ↘71 891 | ↗75 141 | ↗75 838 | ↗76 259 | ↗76 829 | ↗78 235 |
| 2016    | 2017    | 2018    | 2019    | 2020    | 2021    |         |         |         |
| ↗78 913 | ↗79 172 | ↗81 147 | ↗81 984 | ↗82 599 | ↘79 282 |         |         |         |

## Микрорайоны
- Дымково,
- Заречная,
- Коминтерновский,
- Красный Химик,
- Широковский,
- Талица,
- Макарье.

## Административное подчинение

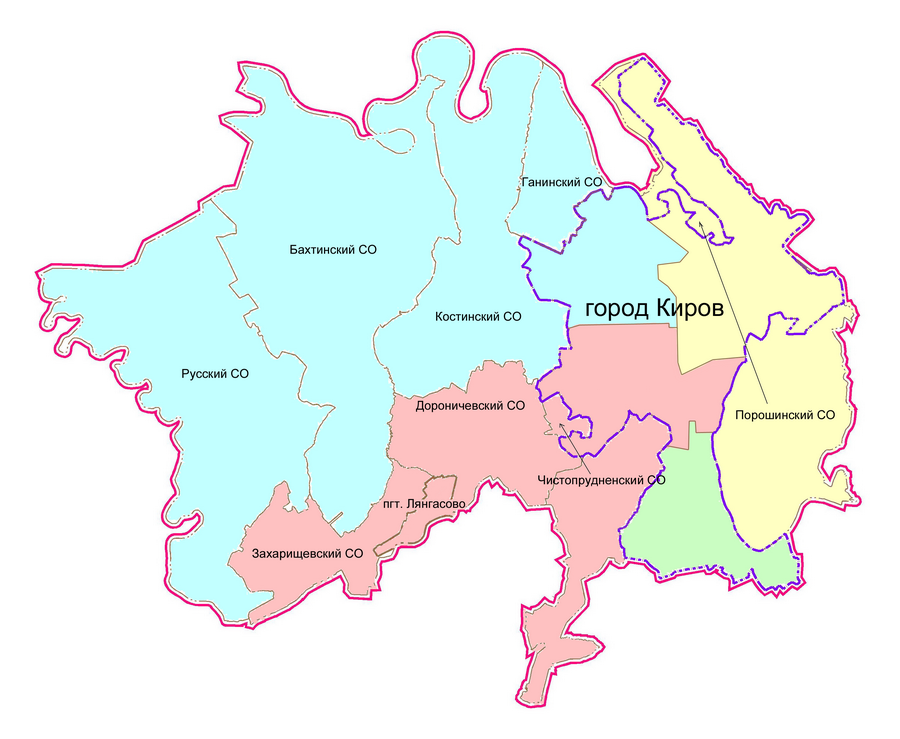
Районы города Кирова с подчинёнными территориями:
Октябрьский район
Нововятский район
Первомайский район
Ленинский район

Кроме микрорайонов, району также административно подчинены 1 село, 1 посёлок и 4 деревни, ранее входивших в состав Порошинского сельского округа площадью 36,8 км² (ныне входящих в состав муниципального образования город Киров).
| № | Населённый пункт  | Тип нп  | Население |
| - | ----------------- | ------- | --------- |
| 1 | Богородская       | деревня | 679       |
| 2 | Большая Субботиха | деревня | 680       |
| 3 | Гнусино           | деревня | 581       |
| 4 | Малая Субботиха   | деревня | 793       |
| 5 | Порошино          | село    | 1167      |
| 6 | Сидоровка         | посёлок | 904       |